# Polycentropus gertschi
Polycentropus gertschi är en nattsländeart som beskrevs av Donald G. Denning 1950. Polycentropus gertschi ingår i släktet Polycentropus och familjen fångstnätnattsländor. Inga underarter finns listade i Catalogue of Life.